# Джуманов, Равиль Утемухамедович
Рави́ль Утемухаме́дович Джума́нов (11 сентября 1937, Куянлы, Сталинградская область — 9 декабря 2014, Татарская Башмаковка, Астраханская область) — советский и российский общественный деятель, карагаш-ногайский активист, историк, публицист, краевед. Член Союза журналистов России

## Биография
Родился в карагашском ауле Куянлы Сталинградской области (сегодня относится к Красноярскому району Астраханской области), окончил школу в соседней Сеитовке. Затем учился в Уральском педагогическом институте в Свердловске. Стажировался в Казанском филиале Института истории Академии наук СССР, где занимался изучением и описанием истории астраханских ногайцев, после чего вернулся в родные места.
В разные годы работал заведующим отдела истории Астраханского краеведческого музея, заведующим кабинетом истории Института усовершенствования учителей, старшим преподавателем кафедры истории Астраханского государственного педагогического института, методистом Областного методического центра народной культуры Астраханской области.
В начале 1990-х стал первым учителем ногайского языка в селе Лапас Харабалинского района. Позднее переехал в пригородное село Татарская Башмаковка, где работал учителем истории в местной школе даже после выхода на пенсию. В совершенстве владел не только родным карагашским и русским, но и татарским и казахским языками. Был знатоком карагашского фольклора, исполнял традиционные наигрыши на саратовской гармони, сочинял стихи.

## Общественная деятельность
Джуманова называют «основателем этнокультурного движения ногайцев Астраханской области». Карагаш по происхождению, в советские годы он формально считался татарином — по решению Н. А. Баскакова представителей этой группы ногайского происхождения «записали» в татары в рамках советской национальной политики, такая национальность указывалась в их паспортах, татарский преподавался как родной язык в школах карагаш-ногайских поселений. Именно Джуманов одним из первых решил открыто бороться с советской татаризацией и пропагандировать среди карагашей ногайские идентичность, культуру, язык. По словам профессора-музыковеда М. Г. Хрущёвой, «Равиль Джуманов искренне делал всё, что мог для своего народа. И то, что он успел и смог сделать — уже остаётся и останется в народной памяти».
В 1990 году стал основателем и председателем первой организации астраханских ногайцев — общества «Бирлик» (ног. Бирлик — «Единство»). В рамках деятельности этой организации добился начала преподавания ногайского как родного языка в нескольких сёлах региона, организовал обучение четырёх астраханских ногайцев на курсах переквалификации в учителей ногайского языка в Черкесске. По инициативе Джуманова с 1991 года и до сих пор проводятся историко-краеведческие Джанибековские чтения, Дни ногайской культуры, детский фестиваль «Шешекейлер» (ног. Шешекейлер — «Цветы»).
Общество «Бирлик» и лично Джуманов принимали активное участие в разрешении конфликта, возникшего на рубеже 1980-х и 1990-х между руководством Астраханского газоперерабатывающего завода и прилегающих месторождений и жителями окрестных поселений, населённых преимущественно карагаш-ногайцами. Работа предприятия негативно сказывалась на экологической ситуации в районе, отрицательно влияла на здоровье местных жителей. Сначала ногайские активисты во главе с Джумановым требовали закрытия завода, собирали митинги, перекрывали трассу, соединяющую Астрахань c Волгоградом. Затем, когда стало ясно, что завод закрыт не будет, они начали бороться за скорейшее переселение жителей Куянлов, Айсапая, Ланчуга и других карагашских аулов в безопасное для них место. Усилиями общества «Бирлик» расселение экологически неблагоприятных аулов состоялось, для размещения значительной части переселенцев был построен новый микрорайон в селе Растопуловка, другим были выделены квартиры в микрорайоне имени Бабаевского в Ленинском районе Астрахани, что позволило карагашам в значительной мере сохранить компактный ареал расселения и тесные связи, существовавшие между родственниками и друзьями в покинутых аулах.

## Память
- В 2015 году памяти Равиля Джуманова были посвящены ежегодные Джанибековские чтения. В рамках этого мероприятия в школе, где он работал, прошла конференция «Этнокультурное развитие ногайцев: история и современность».[5]
- С 2022 года в Астрахани проводятся традиционные Джумановские чтения, посвященные изучению вопросов истории, культуры, этнографии, археологии ногайского народа и других народов, традиционно проживающих в Астраханской области